# Antennen-Feuerfisch
Der Antennen-Feuerfisch (Pteropterus antennatus, Synonym: Pterois antennata) gehört zur Unterfamilie der Feuerfische (Pteroinae). Wie alle Fische dieser Unterfamilie zeichnet er sich durch einen seitlich abgeflachten Körper und durch eine Färbung mit weißen Querbinden aus. Der Grundton der Färbung ist rotbraun. Die Brustflossen sind bei ihm stark fächerförmig vergrößert und zeigen am Ende blaue Punkte.
Er lebt in Wassertiefen bis zu 50 Meter im tropischen Indischen Ozean von Ostafrika bis zum Great Barrier Reef im Nordosten Australiens. Sein Lebensraum sind Lagunen und Riffe.
Der Antennen-Feuerfisch ist ein Einzelgänger und ist eher am Boden zu finden, wo er langsam schwimmend mit abgestellten Flossen seine Beute in die Enge treibt. Er frisst neben Fischen auch Krebse.
Der Antennen-Feuerfisch zählt zu den Giftfischen. Seine Rückenflossenstrahlen sowie zwei der Bauchflossenstrahlen und zwei der Strahlen der Afterflosse sind mit Giftdrüsen versehen. Diese Stiche können Tauchern schmerzhafte Wunden beifügen. Das dabei übertragene Gift kann beim Menschen  Atemlähmungen, Kreislaufversagen und Fieber verursachen. Die Symptome verschwinden in der Regel nach ein bis zwei Tagen.